# 韦尔代常数
韦尔代常數（英語：Verdet constant）是一個光學常數，用以描述某特定物質中的法拉第效應強度。對於平行於光路的恆定磁場，可以通過下式計算：
{\displaystyle \theta =VBL}
其中{\displaystyle \theta }是起始極化和終止極化之間的角度，{\displaystyle V}是韦尔代常數，{\displaystyle B}是磁通密度的強度，{\displaystyle L}是材料中的路徑長度。
韦尔代常數對大部分物質來說是極小且與波長相關的，它在含有順磁性離子（如鋱離子）的物質中強度最強。韦尔代常數的最大實驗值是在掺杂的密火石玻璃或鋱鎵石榴紅晶體（TGG）中被找到，這個材質有極佳的透光度，並且能夠在相當的程度上抵抗雷射光的破壞。然而，原子蒸氣的韦尔代常數在某些情況下可以比TGG還要大上幾個數量級，但僅限在非常窄的波長區間內。杜倫大學的原子與分子研究團隊表示，鹼金屬蒸氣因此可作為光學隔離器（也就是光的二極體）。
法拉第效應具有著色性質（chromatic，意指和波長相關）；因此，韦尔代常數在相當程度上是波長的函數。在波長為632.8奈米時，TGG中的韦尔代常數是 -134 rad/T‧m，在波長為1064奈米時，這個值掉到-40 rad/ T‧m。這個現象表示，在某個波長下依某旋光性而製作的儀器，會在較常的波長下表現出低得多的旋光度。許多法拉第旋光器和隔離器可以藉由改變TGG棒插入磁場儀器的角度而加以調整。經由這個方式，儀器便可以在設計的範圍內針對不同頻率的雷射光束進行調頻校正。真正的寬頻光源(例如超短脈衝雷射或是調頻震盪雷射)不會在整個波長頻譜中看到一樣的旋光性。

## 命名
韦尔代常數以法國物理學家埃米尔·韦尔代(Émile Verdet)的姓來命名。